# Jāsk-e Kohneh
Jāsk-e Kohneh (persiska: اُلد جاسك, جاسك كهنه) är en ort i Iran.   Den ligger i provinsen Hormozgan, i den sydöstra delen av landet, 1 300 km sydost om huvudstaden Teheran. Jāsk-e Kohneh ligger 11 meter över havet och antalet invånare är 899.
Terrängen runt Jāsk-e Kohneh är platt. Havet är nära Jāsk-e Kohneh åt sydväst. Närmaste större samhälle är Jāsk, 10,6 km söder om Jāsk-e Kohneh. Trakten runt Jāsk-e Kohneh är ofruktbar med lite eller ingen växtlighet.